# Sistema de Contabilidad Ambiental y Económica Integrada

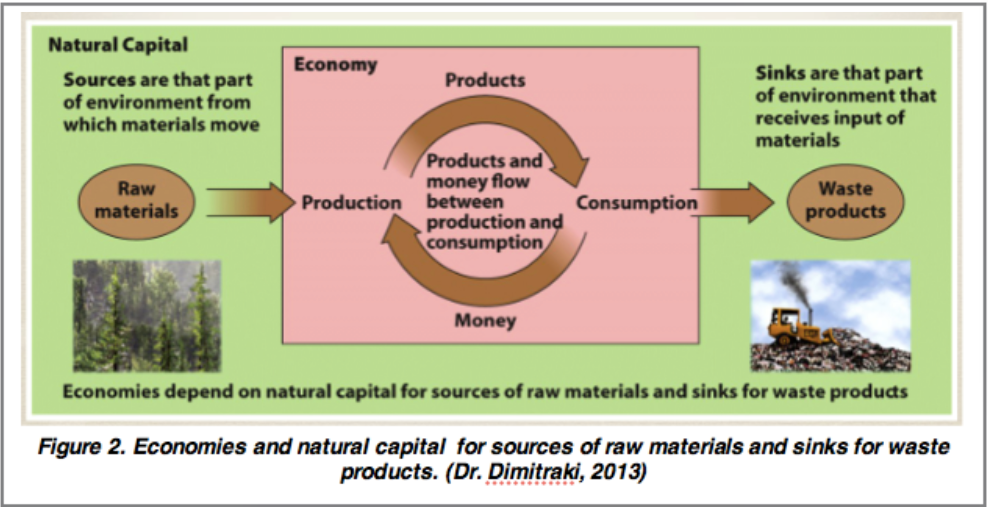
Las economías dependen del capital natural para la extracción de materias primas y el vertido de desechos.

El Sistema de Contabilidad Ambiental y Económica Integrada (SEEA por sus siglas en inglés) es un marco para compilar estadísticas que vinculan las estadísticas ambientales con las económicas. El SEEA se describe como un sistema satélite del Sistema de Cuentas Nacionales (SNA por sus siglas en inglés) de la Organización de las Naciones Unidas. Esto significa que las definiciones, directrices y enfoques prácticos del SNA se aplican al SEEA. 
El SEEA permite comparar las estadísticas ambientales con las económicas, ya que las fronteras del ámbito al que se refieren son las mismas después de cierto procesamiento de las estadísticas de entrada. Al analizar simultáneamente las estadísticas sobre la economía y el medio ambiente, es posible mostrar diferentes patrones de sostenibilidad para la producción y el consumo. El SEEA también puede mostrar las consecuencias económicas de mantener un determinado estándar ambiental.

## Alcance
El SEEA consta de varios conjuntos de cuentas. En términos generales, permite a cualquier usuario de estadísticas comparar problemas medioambientales con la economía general, sabiendo que las comparaciones se basan en las mismas entidades; por ejemplo, los niveles de contaminación causados por una industria productora pueden vincularse con la economía específica de dicha industria.
Las diferentes áreas del SEEA pueden describirse brevemente de la siguiente manera:

### Flujos de materiales y energía
Con esto se hace referencia a los flujos de materiales y energía a través de la economía, por ejemplo combustibles, recursos naturales y productos químicos, junto con sus emisiones, ya sean a la atmósfera, vertidos líquidos o residuos sólidos. Se han publicado datos sobre emisiones, sobre todo a la atmósfera, para muchos países, en particular, los países europeos que siguen el SEEA. 
La principal diferencia entre las estadísticas de emisiones tradicionales y las emisiones en las cuentas ambientales está relacionada con las fronteras del sistema. Por ejemplo, los inventarios producidos para el informe de emisiones atmosféricas a la Convención Marco de las Naciones Unidas sobre el Cambio Climático (CMNUCC) se basan en las fronteras geográficas de un país, mientras que las cuentas de emisiones atmosféricas que siguen el SEEA utilizan el límite de una economía específica (este es el "principio de residencia" de las cuentas nacionales). 
Esta diferencia se muestra principalmente en las emisiones del transporte, ya que todas las emisiones causadas por una economía están incluidas en el SEEA. Por ejemplo, las emisiones]de camiones, barcos o aviones se asignan a su país de origen, incluso si las emisiones ocurren fuera de las fronteras de este país. Además, en los inventarios de la CMNUCC, el “transporte” es un sector específico en sí mismo y no es posible conocer la participación de los hogares y de las diferentes industrias en las emisiones del transporte.
Otras estadísticas que se han desarrollado con relación a los flujos de materiales son las cuentas de flujo de materiales de toda la economía. Aún se están desarrollando las cuentas de flujo de energía y de flujo de agua.

### Estadísticas económicas ambientales
Hay variables económicas que ya están incluidas en las cuentas nacionales, pero que son de obvio interés ambiental, como las inversiones y gastos en el área de protección del medio ambiente, las ecotasas o la clasificación ambiental de las actividades y el empleo asociado a ellas. En principio, los impuestos ambientales y los gastos de protección ambiental pueden considerarse como 2 caras de la misma moneda. Ambos implican costes involucrados en los procesos de producción que están relacionados de diferentes maneras con la explotación del medio ambiente. 
Por un lado, los gastos de protección ambiental registran el gasto en medidas destinadas a mejorar el medio ambiente, y por otro, los impuestos registran los costes establecidos por el Estado para la explotación del medio ambiente. Consecuentemente, los impuestos ambientales pagados pueden agregarse al gasto en protección ambiental en el coste total de producción.

### Existencias de recursos naturales
Los recursos naturales de un país y su variación deben figurar en la contabilidad ambiental nacional porque estos recursos constituyen una parte de la riqueza de ese país, lo mismo que en la contabilidad de una empresa productora figuran sus reservas de materias primas. Estas cuentas ambientales abordan cuestiones relacionadas con la valoración monetaria de este capital natural, las cantidades físicas y los aspectos cualitativos que no tienen valor monetario de mercado, por ejemplo, el valor de la recreación al aire libre o de la biodiversidad. Dichas cuentas pueden compilarse para activos del subsuelo (como combustibles o minerales), recursos biológicos (por ejemplo bosques o poblaciones de peces), tierras y ecosistemas.

### Cuentas de ecosistemas
La contabilidad de ecosistemas del SEEA (SEEA EA por sus siglas en inglés) es un marco estadístico que proporciona un enfoque contable coherente para la medición de los ecosistemas. Las cuentas de ecosistemas permiten presentar datos e indicadores de la extensión que tienen esos ecosistemas, la condición en la que se encuentran (prístina, afectada, degradada) y los servicios ecosistémicos que prestan, tanto en términos físicos como monetarios, de una manera espacialmente explícita.
La Comisión de Estadística de las Naciones Unidas adoptó el estándar SEEA EA en su 52.ª sesión en marzo de 2021. Tras su adopción, la División de Estadística del Departamento de Asuntos Económicos y Sociales de las Naciones Unidas (DESA por sus siglas en inglés), en colaboración con el Programa de las Naciones Unidas para el Medio Ambiente (PNUMA) y el Centro Vasco para el Cambio Climático (BC3), lanzó en abril de 2021 ARIES para el explorador de SEEA, una herramienta de inteligencia artificial basada en la plataforma de inteligencia artificial para el medio ambiente y la sostenibilidad (ARIES por sus siglas en inglés) con el fin de permitir una contabilidad del capital natural rápida, estandarizada y personalizable.
ARIES para el explorador de SEEA está disponible en la Plataforma Mundial de las Naciones Unidas (ver abajo los enlaces) para acelerar la implementación del SEEA en todo el mundo.

## Historia
En el ámbito estadístico, el desarrollo del SEEA comenzó a principios de la década de 1990. Al igual que en el desarrollo de las cuentas nacionales, los expertos participantes provenían de grandes organizaciones internacionales, oficinas nacionales de estadística, universidades y empresas de consultoría. Expertos en economía, medio ambiente y estadística han desarrollado el SEEA hasta el punto de que las estadísticas pueden compilarse, analizarse y publicarse. En 2012, la Comisión de Estadística de las Naciones Unidas adoptó el SEEA como estándar estadístico.
El concepto de desarrollo sostenible impulsó el desarrollo de cuentas ambientales y económicas integradas. La primera versión provisional del Sistema de Contabilidad Ambiental y Económica fue publicada en 1993 por las Naciones Unidas. Según la Dra. Joy E. Hecht, el manual de 1993 no recibió la aprobación de la Comisión de Estadística de las Naciones Unidas «... porque no representaba un informe de consenso, sino que se ofreció a los miembros de la ONU como base para el debate y la aplicación experimental».
La División de Estadística de las Naciones Unidas continuó trabajando con el SEEA mediante la creación de un grupo de ciudades llamado Grupo de Londres en 1994 (ya que la primera reunión se celebró allí). Este grupo informal, que sigue activo, está constituido por expertos principalmente de organismos nacionales de estadística, pero también de organizaciones internacionales e investigadores de universidades. 
En marzo de 2005, la Comisión de Estadística de las Naciones Unidas creó el Comité de Expertos de las Naciones Unidas en Contabilidad Ambiental y Económica (UNCEEA por sus siglas en inglés). El comité está formado por oficinas nacionales de estadística, Eurostat, el Fondo Monetario Internacional (FMI), la Organización para la Cooperación y el Desarrollo Económicos (OCDE), la Agencia Europea de Medio Ambiente, varias divisiones de las Naciones Unidas como la de estadística, el Programa de las Naciones Unidas para el Medio Ambiente, la Comisión Económica y Social de las Naciones Unidas para Asia Occidental, la Comisión Económica para América Latina y el Caribe y el Banco Mundial, según la agenda y la disponibilidad. Los participantes en la reunión deben ser directores o de rango similar. Este comité tiene como objetivos principales:
1. Hacer que contabilidad ambiental y económica y las estadísticas relacionadas se conviertan en práctica general
2. Avanzar en la implementación del SEEA en los países

Otro grupo de ciudades también ha colaborado con el SEEA. El llamado Grupo de Nairobi fue creado en 1995 por el Programa de las Naciones Unidas para el Medio Ambiente. Este otro grupo debía impulsar la labor internacional en materia de contabilidad ambiental y de recursos naturales y estaba integrado por expertos de países en desarrollo y desarrollados, organizaciones internacionales y organizaciones no gubernamentales. Con la publicación del manual operativo del SEEA en el año 2000, cesó el trabajo del Grupo de Nairobi.
El progreso europeo en este campo ha sido impulsado por la Comisión Europea y las oficinas nacionales de estadística. En 1994, la Comisión Europea publicó una comunicación para el establecimiento de una contabilidad verde nacional basada en satélites del Sistema de Cuentas Nacionales. Eurostat y los organismos estadísticos nacionales utilizaron esta comunicación como base para el desarrollo e implementación de los diferentes temas y módulos descritos en el SEEA de 1993.
Más recientemente, en junio de 2006, el Consejo Europeo adoptó una ambiciosa y completamente renovada Estrategia de la UE para el desarrollo sostenible. En ese momento, se declaró que: «Para una mejor comprensión de las interrelaciones entre las 3 dimensiones del desarrollo sostenible [económica, social y ambiental], el sistema básico de contabilidad de la renta nacional podría ampliarse, entre otras cosas, integrando los conceptos de existencias y flujos y el trabajo no basado en el mercado, y profundizarse mediante cuentas satélite [término en desuso sustituido por "cuentas temáticas" o "cuentas extendidas"], por ejemplo, gastos ambientales, flujos de materiales y considerando las mejores prácticas internacionales». La estrategia ha sido revisada desde entonces (en 2009), pero el tema sigue siendo objeto de debate en Europa.
La conferencia de alto nivel "Más allá del PIB", celebrada en noviembre de 2007, en la que el Comisario Dimas concluyó que «la Comisión Europea también deberá acelerar y mejorar el desarrollo de la contabilidad integrada en los ámbitos social y medioambiental», incrementó el interés por el SEEA. La idea de "Más allá del PIB" es incrementar el uso de indicadores relacionados con aspectos ambientales y sociales, en vez de emplear casi siempre indicadores como el producto interior bruto (PIB). Esto permitiría «.. abordar desafíos globales como el cambio climático, la pobreza, el agotamiento de los recursos y la salud» (sitio web de "Más allá del PIB"). 
En 2009, la Comisión Europea publicó la comunicación Más allá del PIB: medición del progreso en un mundo cambiante en la que se describe la necesidad de complementar indicadores económicos como el PIB con indicadores sociales y medioambientales. Según esta comunicación, la Comisión Europea preveía ampliar la recopilación de datos existente, de modo que estuviera lista para el análisis de políticas en 2013.

## Implementación
Dentro del Sistema Estadístico Europeo (SEE), así como en otros países como Canadá, Australia y Nueva Zelanda, el desarrollo del SEEA y la implementación de su marco han dado lugar a un planteamiento centrado en la recopilación de estadísticas relacionadas con los flujos de materiales (emisiones atmosféricas, consumo de energía, flujos de residuos y flujos de agua) en lugar de analizar las reservas de recursos naturales. Un motivo es que la información de las partes del SEEA relacionadas con los flujos de materiales ha tenido una mayor demanda por parte de los usuarios. Otro es que ha sido posible desarrollar enfoques armonizados que permiten implementar prácticas estadísticas sólidas en relación con las estadísticas económicas ambientales. 
El SEE «...es la colaboración entre la autoridad estadística comunitaria, que es la Comisión (Eurostat), y los institutos nacionales de estadística (como el INE en España) y otros organismos nacionales responsables de las estadísticas en cada país miembro». Estos organismos y Eurostat llevan a cabo una estrategia europea de cuentas ambientales. Como parte de ella, se propuso una base jurídica para la recopilación de datos sobre cuentas ambientales.
Esta base se aprobó en 2011 y se amplió en 2014. Contiene 6 módulos que los países del Espacio Económico Europeo deben cumplir. Son: cuentas de emisiones atmosféricas, impuestos ambientales por sector,flujo de materiales para toda la economía, gasto en protección ambiental,  sector de bienes y servicios ambientales,  y flujo de energía física.
En mayo de 2025, la Escuela de Negocios Gabelli de la Universidad de Fordham autorizó el marco de información sobre el desempeño ecológico desarrollado por la empresa Intrinsic Exchange Group para la valoración de activos naturales. Este marco de contabilidad y reporte, basado en el SEEA, se desarrolló para empresas de activos naturales en consulta con el expresidente del Consejo de Normas de Contabilidad Financiera (FASB por sus siglas en inglés, un organismo privado), Robert Herz, firmas de contabilidad y Fordham, en colaboración con Intrinsic Exchange Group. El marco establece un nuevo organismo independiente de normalización para desarrollar, mantener y supervisar las normas mundiales de contabilidad y reporte sobre el capital natural.